# Jean Fernel
Jean Fernel ou Jean François Fernel (en latin Joannes Fernelius), est un médecin français, né vers 1506 à Montdidier dans la Somme, mort le 26 avril 1558 à Paris. Il était aussi astronome et mathématicien.

## Biographie
Il commence par étudier avec passion les mathématiques et l'astronomie, se livre ensuite à la médecine, et acquiert bientôt une telle célébrité qu'Henri II le nomme premier médecin du roi. Fernel enseigne les mathématiques au collège des Lombards et publie un ouvrage sur cette science (De proportionibus, 1526), ainsi que deux livres d’astronomie (Monalosphaerium et Cosmotheoria, 1528). Il tente de mesurer un arc d'un degré sur la surface terrestre.
Abandonnant sa chaire de philosophie, peut-être sur les instances de son beau-père, il se consacre entièrement à la médecine. Il est reçu docteur de la faculté de Paris en 1530 et y professe en 1534. Sa renommée de praticien lui vaut de soigner Diane de Poitiers, Henri II de Navarre et Catherine de Médicis ; il les guérit.
Premier médecin du Roi, il l'accompagne au Siège de Calais (1558). Après leur retour à Fontainebleau, la femme de Fernel l'y rejoint mais décède subitement, ce qui lui cause un profond chagrin. Malade, il meurt à Paris environ un mois après ; sa tombe était à l'église Saint-Jacques-la-Boucherie. Ils laissent deux filles, dont l'ainée est mariée avec un certain Barjot, président du conseil du roi et maître des requêtes ; l'autre se mariera avec Gilles de Riant, président à mortier au parlement de Paris.
Fernel traita son élève Guillaume Plançon en ami et le prit pour commensal. Plançon écrit la première version des œuvres de Fernel. Il est aussi l'auteur des notes et de la vie de Fernel, qui précède les traités, dans les premières éditions.

## Contributions scientifiques

### Universa medicina
Fernel, un des plus célèbres médecins de son siècle, est l'auteur d'Universa medicina, où il classe méthodiquement les connaissances médicales. Cet ouvrage comprend trois parties.
1. Sept livres traitent de la physiologie, décrivant les différentes parties du corps et leurs usages, les éléments et les tempéraments divers, les esprits et la chaleur interne, les fonctions et les humeurs, et enfin la génération.
2. Trois livres traitent de la pathologie ; Fernel y décrit les maladies, leurs causes, leurs signes et symptômes, le pouls et les urines.
3. Sept livres traitent de la thérapeutique, décrivant des cas de guérison, la saignée, les purgatifs, l'usage et l'action des médicaments.

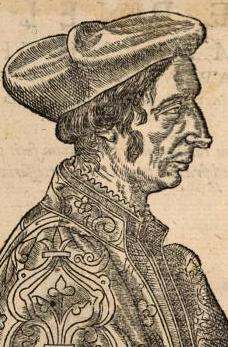
Jean Fernel

On reconnaît à Fernel la création du terme « physiologie ». Mais on doit surtout remarquer, comme le fait Sherrington, que son ouvrage de physiologie est le premier traité dans ce domaine depuis Galien (plus de treize siècles). Il devient la référence, et ne deviendra démodé qu'après l'acceptation de la théorie de la circulation du sang de Harvey.
Quant à la pathologie, Fernel, écrit Cumston, « tout en acceptant la tradition de Galien, désirait réformer l'étude de la pathologie, dans laquelle il comprenait l'étude des causes des maladies et de leurs symptômes. Mais ce ne fut que beaucoup plus tard, avec Gaubius et Astruc, que la séméiologie prit réellement sa place dans la pathologie, et cela bien que divers traités aient été écrits sur le sujet durant le 16e siècle. » Fernel, en tant que précurseur, s’oppose donc à la médecine nouvelle de Michel Servet, Paracelse, André Vésale, tout en réformant le classique Galien, dont il modifie profondément la pathologie. En première instance, il définit la maladie comme une « affection » du corps vivant (morbus est affectus contra naturam corpori insidens), ensuite, bien qu’il distingue les maladies des parties similaires des maladies des parties organiques, il prend un soin particulier à rappeler que la maladie affecte la substance entière (affectus totius substantiæ). Il établit aussi une distinction, que personne n’avait faite avant lui, entre l'« affection » maladie et l'« affection » symptôme. 

### Autres ouvrages
Dans son traité De abditis rerum causis, 1548, Fernel décrit les maladies épidémiques, endémiques, virulentes et contagieuses dont la syphilis, l’éléphantiasis et la rage, très négligées par la littérature médicale de son temps. Il développe une doctrine étiologique selon laquelle les maladies contagieuses épidémiques et pernicieuses ne se propagent que s’il existe des prédispositions dans la population. Enfin il crée le terme de physiologie et s’intéresse à la « chaleur innée », que nous appelons aujourd'hui température corporelle.

## Publications
Jean Goulin cite 87 éditions des œuvres de Fernel sans prétendre toutes les connaître.

### Sélection
Les œuvres de Fernel sont en latin.

#### Astronomie
- Monalosphaerium sur Google Livres, Paris, 1526
- Cosmotheoria, 1528 — Numérisation e-raraFernel indique le moyen de mesurer avec exactitude un degré de méridien[11].

#### Médecine
- De naturali parte medicinae, 1542 (en ligne, l'édition de 1551) — Traité de physiologie
- De abditis rerum causis, 1548 (en ligne, l'édition de 1607)Des chsoes cachées des g
- Des choses cachées des choses. De abditis rerum causis 1548, édition critique et traduction par Jean Céard. Paris : Les Belles Lettres, 2021. (Les classiques de l'humanisme ; 56).  (ISBN 978-2-251-45170-1)
- De vacuandi ratione sur Gallica, 1548
- Universa medicina, 1567 — Ouvrage capital, qui a eu plus de 30 éditions
  - Édition de 1656 à Utrecht sur Google Livres
  - (fr) La pathologie sur Google Livres, trad. A. D. M., 1646 — Traduction du volume 2
  - (fr) Les sept livres de la thérapeutique universelle de Jean Fernel, trad. Jean du Teil, 1655
- Therapeutices universalis ; seu medendi rationis, libri septem. Quam totius medicinae tertiam decit partem, ad praxim perutilem et necessariam, 1571
  - Édition de 1581, Francfort
- Febrium curandarum methodus generalis, 1577

### Listes d’œuvres
- Charles Scott Sherrington, « List of editions of the writings of Jean Fernel », p. 187, dans The Endeavour of Jean Fernel, CUP Archive, 1946
- Liste d’œuvres en ligne sur Gallica

## Hommages
- En 1935, l'Union astronomique internationale a donné le nom de Fernelius à un cratère lunaire.
- Collège Jean Fernel, rue Gambetta, Clermont (Oise).
- Il y a une rue Jean Fernel à Amiens.